# Lista över ambassader i Stockholm

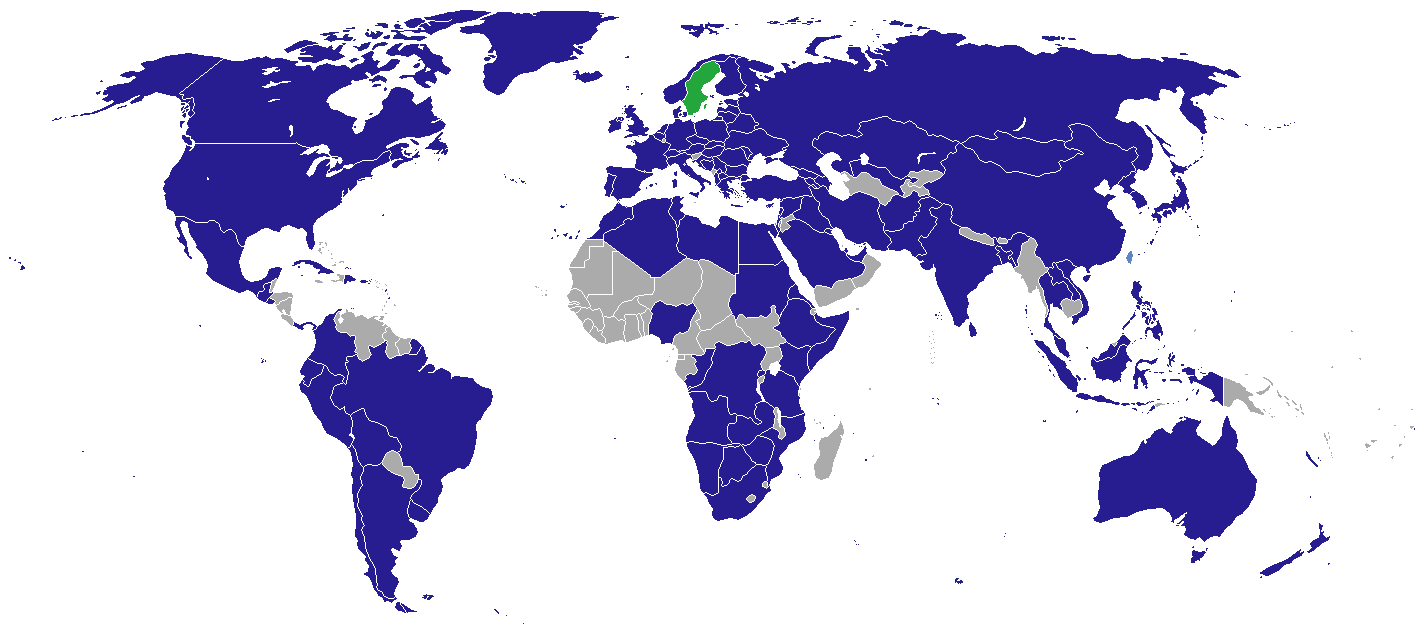
Karta över de länder som har ambassader i Sverige.

Ambassader i Stockholm är de ambassader som stater har i Stockholm. Ambassaderna i Stockholm är en viktig del av den svenska utrikespolitiken och den svenska diplomatin. För närvarande har 109 olika länder ambassader i Stockholm. Många av de ambassader som är placerade i Stockholm är belägna i Diplomatstaden på Östermalm. 

## Lista över ambassader i Stockholm
- Afghanistans ambassad i Stockholm
- Albaniens ambassad i Stockholm
- Algeriets ambassad i Stockholm
- Armeniens ambassad i Stockholm
- Angolas ambassad i Stockholm
- Argentinas ambassad i Stockholm
- Australiens ambassad i Stockholm
- Azerbajdzjans ambassad i Stockholm
- Bangladeshs ambassad i Stockholm
- Belarus ambassad i Stockholm
- Belgiens ambassad i Stockholm
- Bolivias ambassad i Stockholm
- Bosnien och Hercegovinas ambassad i Stockholm
- Botswanas ambassad i Stockholm
- Brasiliens ambassad i Stockholm
- Bulgariens ambassad i Stockholm
- Chiles ambassad i Stockholm
- Colombias ambassad i Stockholm
- Cyperns ambassad i Stockholm
- Danmarks ambassad i Stockholm
- Dominikanska republikens ambassad i Stockholm
- Ecuadors ambassad i Stockholm
- Egyptens ambassad i Stockholm
- El Salvadors ambassad i Stockholm
- Eritreas ambassad i Stockholm
- Estlands ambassad i Stockholm
- Etiopiens ambassad i Stockholm
- Filippinernas ambassad i Stockholm[1]
- Finlands ambassad i Stockholm
- Frankrikes ambassad i Stockholm
- Förenade Arabemiratens ambassad i Stockholm
- Georgiens ambassad i Stockholm
- Greklands ambassad i Stockholm
- Guatemalas ambassad i Stockholm
- Indiens ambassad i Stockholm
- Indonesiens ambassad i Stockholm
- Iraks ambassad i Stockholm
- Irans ambassad i Stockholm
- Irlands ambassad i Stockholm
- Islands ambassad i Stockholm
- Israels ambassad i Stockholm
- Italiens ambassad i Stockholm
- Japans ambassad i Stockholm
- Kanadas ambassad i Stockholm
- Kazakstans ambassad i Stockholm
- Kenyas ambassad i Stockholm
- Kinas ambassad i Stockholm
- Kongo-Brazzavilles ambassad i Stockholm
- Kongo-Kinshasas ambassad i Stockholm
- Kosovos ambassad i Stockholm
- Kroatiens ambassad i Stockholm
- Kubas ambassad i Stockholm
- Kuwaits ambassad i Stockholm
- Laos ambassad i Stockholm
- Lettlands ambassad i Stockholm
- Libanons ambassad i Stockholm
- Libyens ambassad i Stockholm
- Litauens ambassad i Stockholm
- Malaysias ambassad i Stockholm
- Mexikos ambassad i Stockholm
- Moldaviens ambassad i Stockholm
- Mongoliets ambassad i Stockholm
- Marockos ambassad i Stockholm
- Moçambiques ambassad i Stockholm
- Namibias ambassad i Stockholm
- Nederländernas ambassad i Stockholm
- Nicaraguas ambassad i Stockholm
- Nigerias ambassad i Stockholm
- Nordkoreas ambassad i Stockholm
- Nordmakedoniens ambassad i Stockholm
- Norges ambassad i Stockholm
- Nya Zeelands ambassad i Stockholm[2]
- Pakistans ambassad i Stockholm
- Palestinas ambassad i Stockholm
- Panamas ambassad i Stockholm
- Paraguays ambassad i Stockholm
- Perus ambassad i Stockholm
- Polens ambassad i Stockholm
- Portugals ambassad i Stockholm
- Qatars ambassad i Stockholm
- Rumäniens ambassad i Stockholm
- Rwandas ambassad i Stockholm
- Rysslands ambassad i Stockholm
- Saudiarabiens ambassad i Stockholm
- Schweiz ambassad i Stockholm
- Serbiens ambassad i Stockholm
- Slovakiens ambassad i Stockholm
- Sri Lankas ambassad i Stockholm
- Spaniens ambassad i Stockholm
- Storbritanniens ambassad i Stockholm
- Sudans ambassad i Stockholm
- Sydafrikas ambassad i Stockholm
- Sydkoreas ambassad i Stockholm
- Syriens ambassad i Stockholm
- Tanzanias ambassad i Stockholm
- Thailands ambassad i Stockholm
- Tjeckiens ambassad i Stockholm
- Tunisiens ambassad i Stockholm
- Turkiets ambassad i Stockholm
- Tysklands ambassad i Stockholm
- Ungerns ambassad i Stockholm
- Ukrainas ambassad i Stockholm
- Uruguays ambassad i Stockholm
- USA:s ambassad i Stockholm
- Uzbekistans ambassad i Stockholm
- Vatikanstatens (Heliga stolens) ambassad i Stockholm
- Vietnams ambassad i Stockholm
- Zambias ambassad i Stockholm
- Zimbabwes ambassad i Stockholm
- Österrikes ambassad i Stockholm

### Tidigare ambassader i Stockholm
- Honduras ambassad i Stockholm[3]
- Sloveniens ambassad i Stockholm
- Venezuelas ambassad i Stockholm
- Östtysklands ambassad i Stockholm